# Голуб-довгохвіст
Голуб-довгохвіст (Reinwardtoena) — рід голубоподібних птахів родини голубових (Columbidae). Представники цього роду мешкають в Австралазії. Рід названий на честь нідерландського натураліста Каспара Рейнвардта.

## Опис
Голуби-довгохвости — відносно великі голуби, середня довжина яких становить 40–52,5 см, а вага 208–325 г. Їм притаманні довгі хвости і товсті, міцні дзьоби. Верхня частина тіла у них темна, голова і нижня частина тіла світліші.

## Види
Виділяють три види:
- Голуб-довгохвіст рудокрилий (Reinwardtoena reinwardti)
- Голуб-довгохвіст чорнокрилий (Reinwardtoena browni)
- Голуб-довгохвіст чубатий (Reinwardtoena crassirostris)